# Parque Fluminense
O Parque Fluminense é um bairro do município de Duque de Caxias, no estado do Rio de Janeiro.

## História
Se apresenta como de caráter populoso tendo cerca de 34.160 habitantes. O comércio local é pouco desenvolvido, porém suficiente para a demanda local. neste bairro existe um centro comunitário social, com psicólogos, dentistas e atividades ligado ao bem estar social e esportivo.
O bairro faz divisa com o município de Belford Roxo, próximos às torres de transmissão de FURNAS, tendo o Campo do Rodo como marcação da divisa; sua geografia é uma mescla de baixada e morros de altura mediana. Todas as ruas são pavimentadas (ainda existem ruas para serem pavimentadas). Há rede de coleta de esgosto, porém como o sistema de água encanada é deficiente há alguns moradores que consomem água de poço no local. não há atividade rural, havendo ainda grande diversidade religiosa, tais quais, católicos, evangélicos, umbandistas, candomblecistas e espíritas. Não há reserva biológica local.

 Logradouros 

Suas principais vias são : 

Avenida Governador Leonel de Moura Brizola : (antiga Avenida Presidente Kennedy) 

Av General Carlos Marciano de Medeiros : (antiga Estrada do China e Rua Santos Dumont) 

Av Fernando Ferrari: liga o bairro até a Vila Rosário

Rua Francisco Sabino : liga o bairro até a Av Gov. Leonel de Moura Brizola

Praça do Galo: principal praça do bairro

Campo do Rodo: fica na divisa com Belford Roxo
e dezenas de ruas coletoras.

 Transportes 
Possui três linhas de ônibus
sendo 1
linha municipal e 2 linhas intermunicipais
Educação
Conta com escolas particulares e públicas, bem como uma faculdade, a FEUDUC, além dos colégios Centro Educacional Lima´s, São Jorge, Alba Luiza, Cordélia de Paiva, CIEP 201 Aarão Steinbruch , CIEP 118 Vereador Vilson Campos de Macedo, Colégio Minas Gerais e Centro Educativo Sandra Oliveira.[carece de fontes?]